# František Radkovský

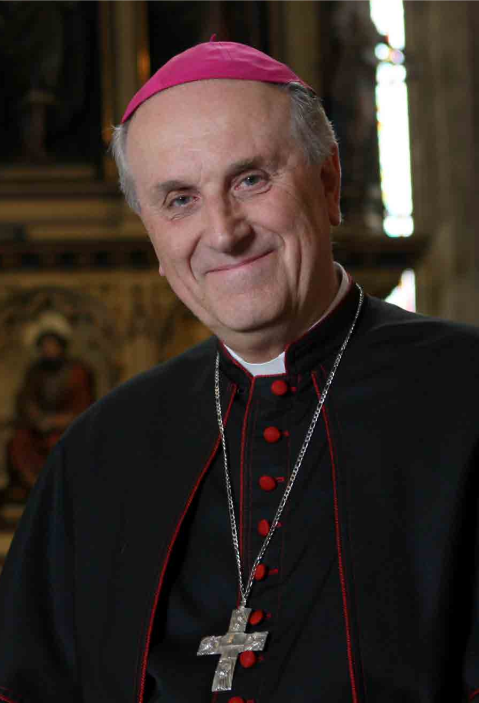
Bischof František Radkovský

Bischofswappen von František Radkovský

František Radkovský (* 3. Oktober 1939 in Třešť) ist ein tschechischer Geistlicher und emeritierter römisch-katholischer Bischof von Pilsen.

## Leben
Von 1957 bis 1962 studierte er an der Mathematisch-Physikalischen Fakultät der Prager Karls-Universität mathematische Statistik, was er mit der Promotion zum C.Sc. abschloss. Nach Ableistung der Wehrpflicht in einer slowakischen Garnison arbeitete Radkovský ab 1964 zunächst als Statistiker am nationalen Forschungsinstitut der Glasindustrie und später am Pädagogischen Institut der Tschechoslowakischen Akademie der Wissenschaften, wo er sich mit der Reformierung des schulischen Mathematikunterrichts beschäftigte.
Ab 1966 studierte Radkovský an der Theologischen Fakultät in Leitmeritz. František Radkovský empfing am 27. Juni 1970 die Priesterweihe und war Pfarrer in Marienbad und später in Franzensbad. Zwanzig Jahre später, am 17. März 1990, ernannte ihn Papst Johannes Paul II. zum Titularbischof von Aggar und zum Weihbischof in Prag. Die Bischofsweihe spendete ihm der Prager Erzbischof František Tomášek am 7. April 1990. Mitkonsekratoren waren die Prager Weihbischöfe Jan Lebeda und Antonín Liška.
Seit dem 31. Mai 1993 war er der erste Bischof des mit gleichem Datum neuerrichteten Bistums Pilsen. Papst Franziskus nahm am 12. Februar 2016 seinen altersbedingten Rücktritt an.

## Ehrungen
- 2003: Kunstpreis zur deutsch-tschechischen Verständigung (2003)
- 2009: Ehrenbürger von Pilsen, Třešť und Telč
- 2015: Verdienstmedaille (I. Stufe) der Tschechischen Republik